# Abide-i Hürriyet

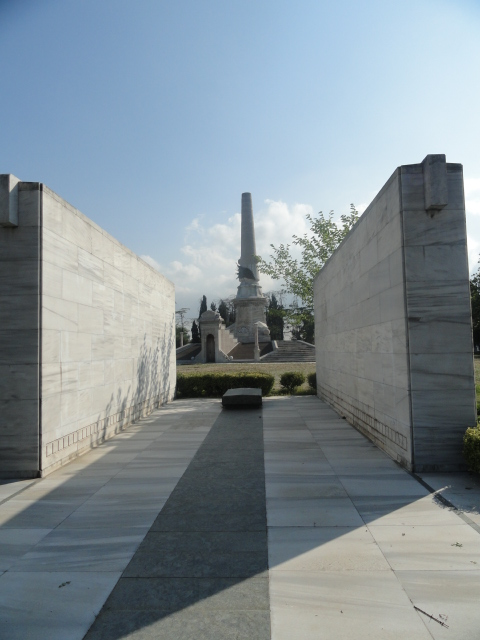
Im Hintergrund des Grabes von Midhat Pascha ist die monumentale Säule des Denkmals zu sehen.

Abide-i Hürriyet (osmanisch آبدهٔ حریت İA Ābide-ʾi Ḥürrīyet) ist ein Freiheitsdenkmal in Istanbul; auch als Hürriyet-i Edediye Abidesi (Denkmal der ewigen Freiheit) und fälschlich als Abideihürriye genannt.
Dabei handelt es sich um das Denkmal für die Opfer des Aufstands gegen die jungtürkische Revolution von 1909 am nördlichen Rand des Istanbuler Stadtbezirks Şişli.
Lage: Nördlich der Boğaziçi Çevre Yolu, südwestlich der Şişli-Kağıthane-Caddesi, östlich der Nadide Sokaği.
Den 1909 ausgeschriebenen Wettbewerb für das Denkmal, an dem sich neben den meisten führenden türkischen Architekten der Zeit u. a. auch der französische Architekt Alexandre Vallaury beteiligte, gewann der Entwurf von Muzaffer Bey. 1911 wurde das Denkmal in Form einer monumentalen Säule über einem Krypta-artigen Unterbau eingeweiht. Auf Tafeln am Sockel sind die Namen der Opfer der Revolution verzeichnet, die um das Denkmal bestattet wurden.
Auf dem Gelände wurde der Grabbau (Türbe) für den 1913 ermordeten Großwesir Mahmud Şevket Pascha errichtet. 1951 wurde auch ein Grab für den ehemaligen Großwesir Midhat Pascha, einen der Väter der Verfassung von 1876, angelegt.
1943 wurden die Gebeine des 1921 in Berlin ermordeten Talât Pascha hierher überführt, 1996 die des 1922 in Zentralasien gefallenen Enver Pascha.
Die Abbildung des Denkmals ist heute das offizielle Logo der Stadtverwaltung von Şişli.